# Framing Britney Spears
Framing Britney Spears è un film TV diretto da Samantha Stark e prodotto dalla The New York Times Company. Il film è un documentario incentrato su vita e carriera di Britney Spears.
L'opera si sofferma in particolare sul modo in cui il pubblico ha percepito il suo personaggio e la fine della sua relazione con Justin Timberlake nei primi anni 2000 e sulle problematiche avute dall'artista nel 2007, con il conseguente regime di conservatorship che ha reso suo padre, Jamie Spears, suo tutore legale.

## Trama

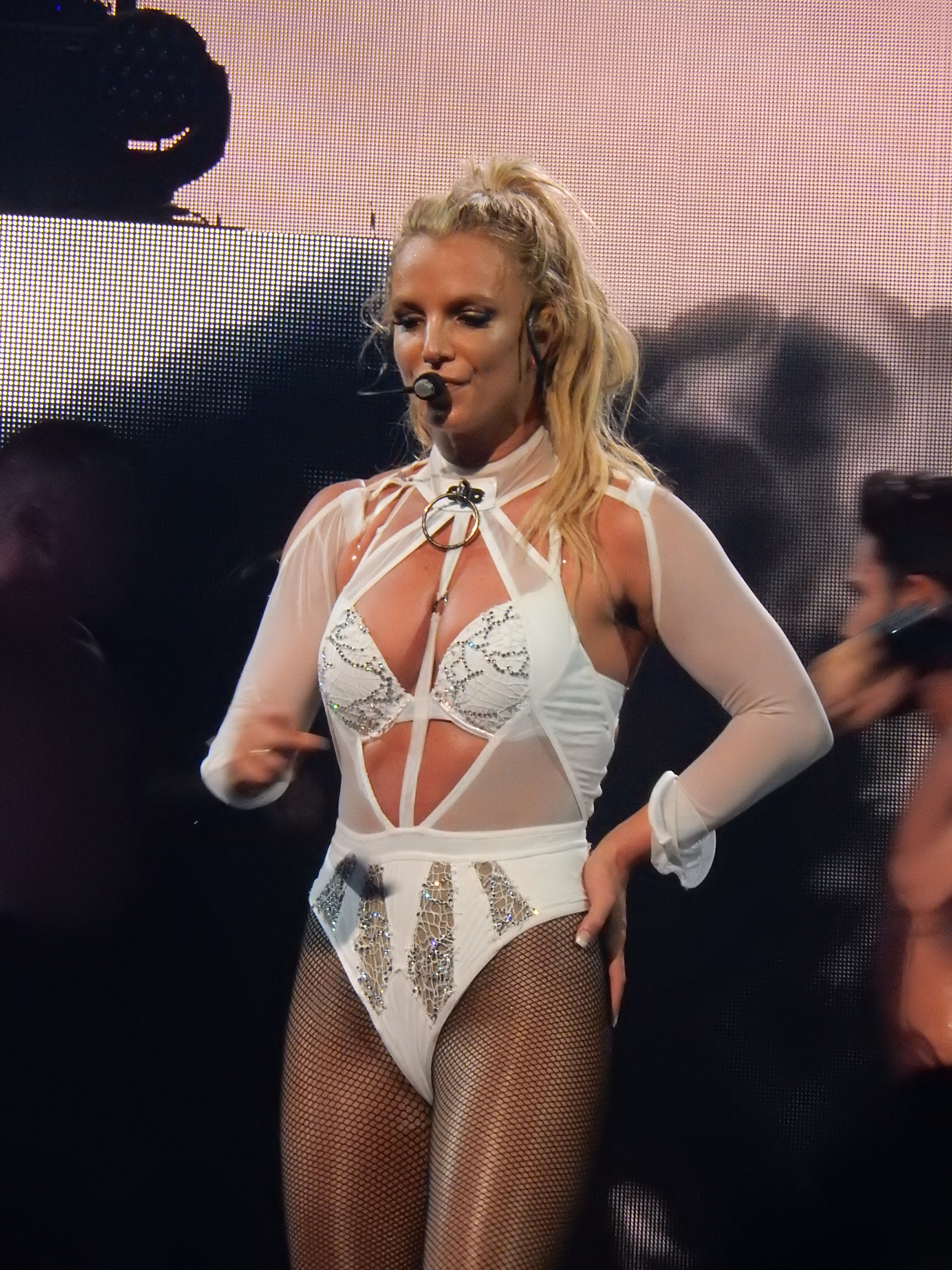
Britney Spears, protagonista del documentario, durante un'esibizione

Analizzando materiale di repertorio e intervistando persone che hanno fatto parte a vario titolo nella vita di Britney Spears, nonché esperti in materia legale ed esponenti del movimento #FreeBritney, il documentario ripercorre la vita e la carriera dell'artista statunitense. Dopo aver analizzato il contesto in cui è cresciuta e la sua formazione, il documentario narra l'ascesa dell'artista, il modo in cui il suo personaggio e la sua musica si sono affermati presso il grande pubblico, il successo commerciale ottenuto, la chiacchierata relazione con Justin Timberlake, il matrimonio con Kevin Federline, la maternità.
Il documentario si sofferma tuttavia anche sul sessismo che ha condizionato la percezione di Britney e della sua storia con Timberlake da parte del pubblico, il modo in cui lo stesso Timberlake ha agito dopo la fine della loro relazione, l'enorme pressione mediatica subita dall'artista e le conseguenze che ciò potrebbe aver avuto sulla sua vita. Il documentario si sofferma successivamente sui provvedimenti legali presi su Britney Spears nel gennaio 2008, i quali hanno reso suo padre e l'avvocato Adam Streisand suoi tutori legali. Vengono analizzati dunque la seconda parte della sua carriera, il successo rinnovato mentre la vita di Britney era tuttavia posta sotto il controllo legale di altre persone e l'improvviso annullamento della sua seconda residency a Las Vegas.
Il documentario si sofferma infine sulla genesi del movimento #FreeBritney e sulle più recenti vicende legali durante le quali Britney Spears avrebbe chiesto la rimozione di suo padre dal ruolo di suo tutore legale, analizzando le modalità con cui determinati post social della popstar sono stati analizzati da alcuni fan nel dar vita al citato movimento.

## Distribuzione
Framing Britney Spears è stato distribuito da vari canali televisivi e piattaforme streaming on demand in differenti paesi.
| Nazione               | Canale                     | Data             |
| --------------------- | -------------------------- | ---------------- |
| Stati Uniti d'America | Hulu e FX                  | 5 febbraio 2021  |
| Danimarca             | TV 2                       | 15 febbraio 2021 |
| Paesi Bassi           | Net5                       | 15 febbraio 2021 |
| Regno Unito           | Sky Documentaries e Now TV | 16 febbraio 2021 |
| Finlandia             | MTV                        | 18 febbraio 2021 |
| Norvegia              | NRK2                       | 18 febbraio 2021 |
| Belgio (Friandre)     | VTM                        | 18 febbraio 2021 |
| Portogallo            | Odisseia                   | 22 febbraio 2021 |
| Israele               | HOT8 e yesVOD              | 23 febbraio 2021 |
| Canada                | Crave                      | 26 febbraio 2021 |
| Italia                | Discovery+                 | 1 marzo 2021     |
| Australia             | Nine Network               | 2 Marzo 2021     |
| Slovacchia            | Voyo                       | 11 marzo 2021    |
| Brasile               | Globoplay                  | 20 marzo 2021    |
| Germania / Austria    | Prime Video                | 5 aprile 2021    |

## Accoglienza

### Critica
Sull'aggregatore Rotten Tomatoes il film riceve il 93% delle recensioni professionali positive con un voto medio di 7,69 su 10 basato su 30 critiche, mentre su Metacritic ottiene un punteggio di 74 su 100 basato su 9 critiche.

### Reazioni
In seguito alla première del documentario, Justin Timberlake ha chiesto pubblicamente scusa per alcuni comportamenti avuti in seguito alla fine della sua relazione con Britney Spears. Allo stesso modo, altre personalità citate nel documentario hanno ricevuto diverse critiche per via di alcune loro precedenti dichiarazioni su Spears, tra cui la giornalista Diane Sawyer e i comici Sarah Silverman, Joel McHale e John O'Hurley. Altre celebrità come Iggy Azalea, Olivia Newton-John, Miley Cyrus, Dua Lipa, Cardi B, Sam Smith, Ellie Goulding, Ava Max, Jon Bon Jovi, Amy Lee, Bella Thorne, Pitbull, Charlie Puth e Sarah Jessica Parker hanno pronunciato delle dichiarazioni a favore di Britney Spears dopo la pubblicazione del documentario.
Quasi due mesi dopo la pubblicazione del documentario, Britney Spears ha rilasciato le sue prime dichiarazioni in merito al film: pur ammettendo di non aver visionato l'intero film, ma soltanto alcuni frammenti, l'artista si è definita imbarazzata dalla luce che il documentario ha gettato sulla sua vita, rivelando di aver pianto per più di due settimane.